# Отважная (фильм)
«Отважная» (англ. The Brave One) — психологический триллер режиссёра Нила Джордана с Джоди Фостер и Терренсом Ховардом в главных ролях.

## Сюжет
Во время вечерней прогулки Эрики и её жениха Дэвида с собакой на них нападают преступники, жестоко избив. Один из преступников всё снимает на видеокамеру. При этом Дэвид погибает, а сама Эрика долго лежит в больнице. После нанесённой психологической и физической травмы Эрика начинает испытывать сильный страх перед улицей. После возвращения на радиостанцию, где она ведёт передачи, Эрика решает приобрести оружие. После этого перед ней предстаёт «незнакомка» — она сама не узнаёт себя, бродит по ночному Нью-Йорку, попадает в ситуации, опасные для беззащитных граждан, и убивает преступников.
Её преследует полицейский, и она с готовностью идёт на контакт. В конце концов для полицейского становится очевидным, кто тот неуловимый преступник, которого он так долго ищет.

## В ролях
| Актёр            | Роль                |
| ---------------- | ------------------- |
| Джоди Фостер     | Эрика Бэйн          |
| Нэвин Эндрюс     | Дэвид Кирмани       |
| Терренс Ховард   | детектив Шон Мерсер |
| Ники Катт        | детектив Виталь     |
| Мэри Стинберджен | Кэрол               |
| Джейн Адамс      | Николь              |
| Зои Кравиц       | Хлоя                |

## Номинации
В 2008 году Джоди Фостер была номинирована на «Золотой глобус» как лучшая актриса в драматическом фильме.